# False Kiva

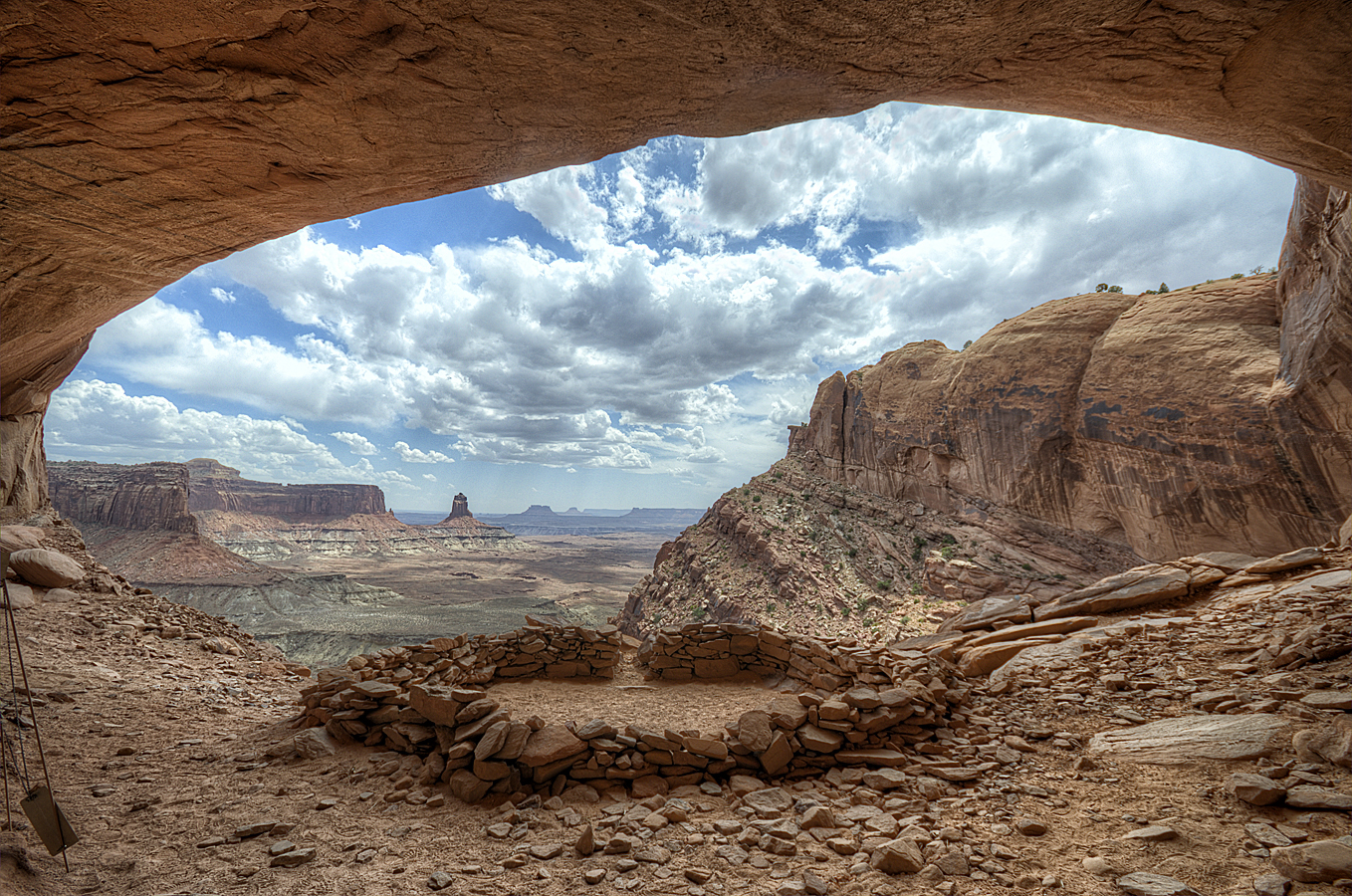
False Kiva - la grotta, 2012

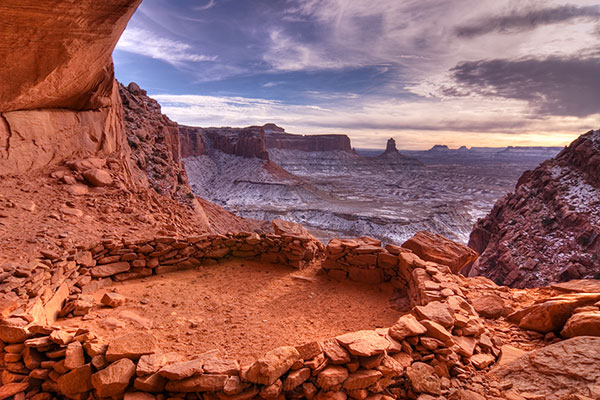
Cerchio di pietra nel sito archeologico di "False Kiva" nel parco nazionale di Canyonlands nell'Utah, Stati Uniti.

False Kiva è un cerchio di pietre di fattura umana ma la cui origine rimane sconosciuta, la sua localizzazione è all'interno di in una grotta in una remota area del Parco nazionale delle Canyonlands, nello stato americano dello Utah.
Il sito è stato interdetto dai ranger del Parco nazionale delle Canyonlands all'inizio di agosto 2018 a causa di recenti atti di vandalismo. Per raggiungere il sito è richiesta un'opportuna preparazione escursionistica e indicazioni specifiche. 
È diventato un luogo popolare per i fotografi che dal sito possono catturare il sud - ovest, nell'ambito di una cornice unica per gli impressionanti temporali o i successivi cieli incredibilmente trasparenti. 
Il sito si colloca in una sorta di alcova naturale, il nome False Kiva deriva dall'incertezza circa le origini del cerchio di pietre e i suoi scopi, rispetto al fatto che si che si tratti di un autentico kiva, cioè un luogo usato per scopi religiosi. 
È in corso un acceso dibattito sull'opportunità di rivelare la posizione esatta di False Kiva in quanto gode di uno status di semi-protezione per le difficoltà di individuarlo e raggiungerlo. Pur essendo tenuti, i ranger del parco, a rivelare la posizione del sito identificato come di Classe II, esso non appare nelle mappe ufficiali del parco. Essendo un sito piuttosto remoto e distante non può essere agevolmente protetto dagli atti vandalici . 
Le guide locali non possono condurre i gruppi di escursionisti interessati fino al sito poiché rischierebbero, se scoperti, di perdere i loro permessi concessi loro dal National Park Serviceo. Il sentiero per raggiungere False Kiva non è segnato o indicato lungo le strade del parco, purtuttavia il percorso stesso è contrassegnato da tumuli in diverse locazioni, ed è possibile accedervi senza ricorrere ad un'attrezzatura tecnica per arrampicata.
L'artista di Logan, Utah, Keith Bond, nel 2006 è stato incaricato dal Senato di dipingere un paesaggio per il Campidoglio dello stato dello Utah. Ha dipinto False Kiva in un murale intitolato Casa ancestrale ed è stato appeso all'estremità occidentale della sala del senato.
Una fotografia di False Kiva scattata dal fotografo Wally Pacholka, intitolata "Una vera immagine di False Kiva", è stata pubblicata dalla NASA il 29 settembre 2008 nel suo Astronomy Picture of the Day (APOD) ,  dando una visione quasi ultraterrena nella Via Lattea.